# 勒藻勒站
勒藻勒站（丹麦语：Rødovre station）是哥本哈根市郊铁路的一个车站，位于丹麦首都大区勒藻勒市鎮。勒藻勒站因位于勒藻勒市鎮和維茲奧勒市鎮交界处，因而本站同时服务这两座城市。 1964年4月24日启用，晚于该段哥本哈根市郊铁路轨道建成10年。
| 上一站                           | 哥本哈根市郊铁路 | 下一站                    |
| -------------------------------- | ---------------- | ------------------------- |
| 东布伦比站 开往：霍耶-措斯楚普站 |                  | 维兹奥勒站 开往：法鲁姆站 |

## 车站结构
本站股道大致呈东西走向。除哥本哈根市郊铁路使用的两条股道以外，还拥有两条供主线铁路使用的两条股道，位于哥本哈根市郊铁路股道南侧。因主线铁路不再本站设站且没有站台，主线铁路轨道亦与哥本哈根市郊铁路轨道相对独立，故而主线铁路股道在很多资料中不计入勒藻勒站所属股道。本站的站台夹在哥本哈根市郊铁路使用的两条股道中间，但却不是一个一体的的岛式站台，而是将一个岛式站台分为南北两半形成两个站台，对应两条股道。其中，南侧站台位于地面，北侧站台高于南侧站台5米。故而本站既是地面车站又是高架车站。站房位于北侧站台下方，正门面向北侧，门外是巴士转换站。丹麦铁路为右行制，因而这种设计在节约土地的同时可以使到达本站的乘客在出站时下楼，由本站出发的乘客无需上楼或下楼。类似的设计在港铁机场站也能看到。勒藻勒站于2004年修建了新电梯。

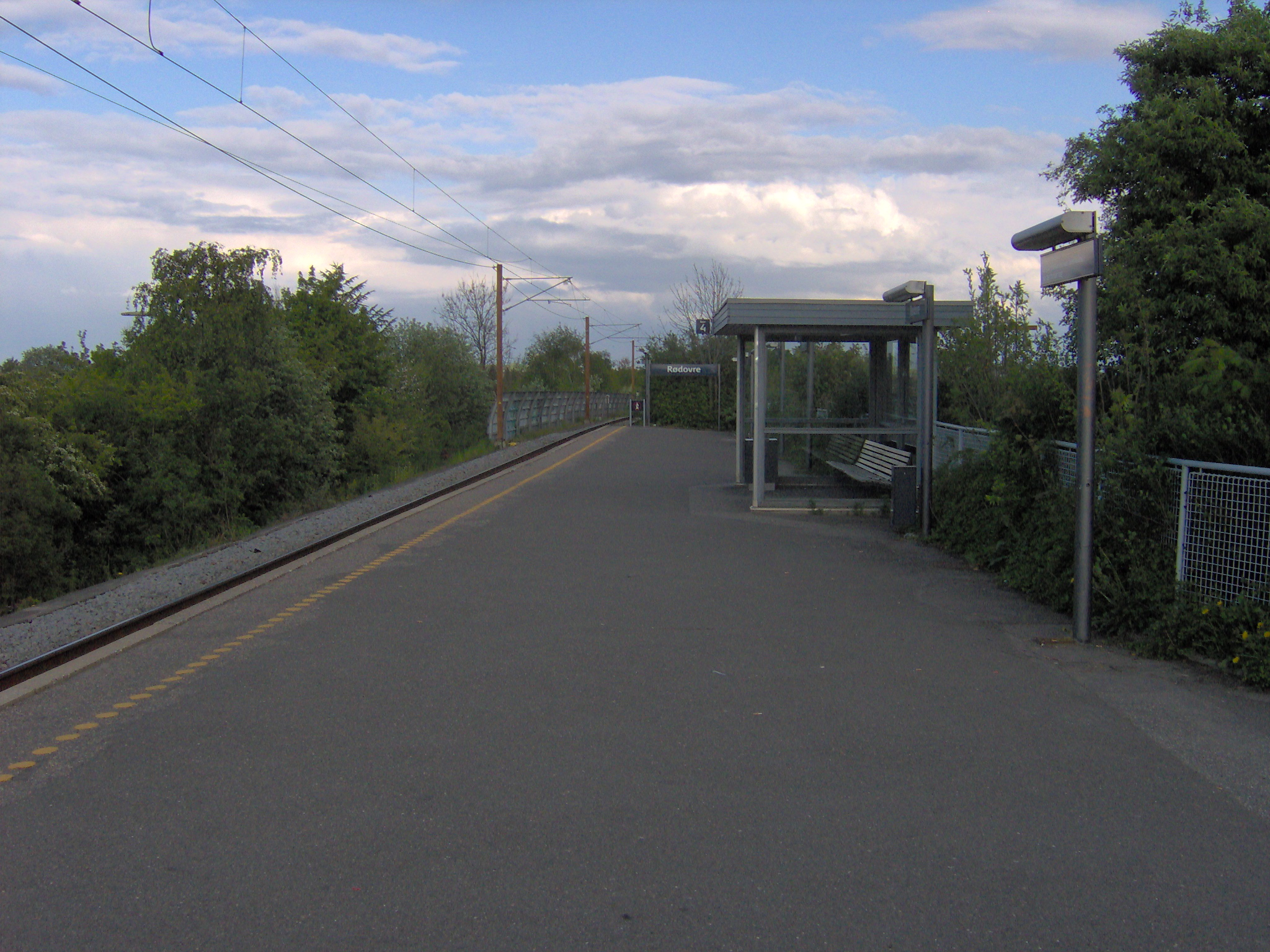
供西行列车使用的北侧站台
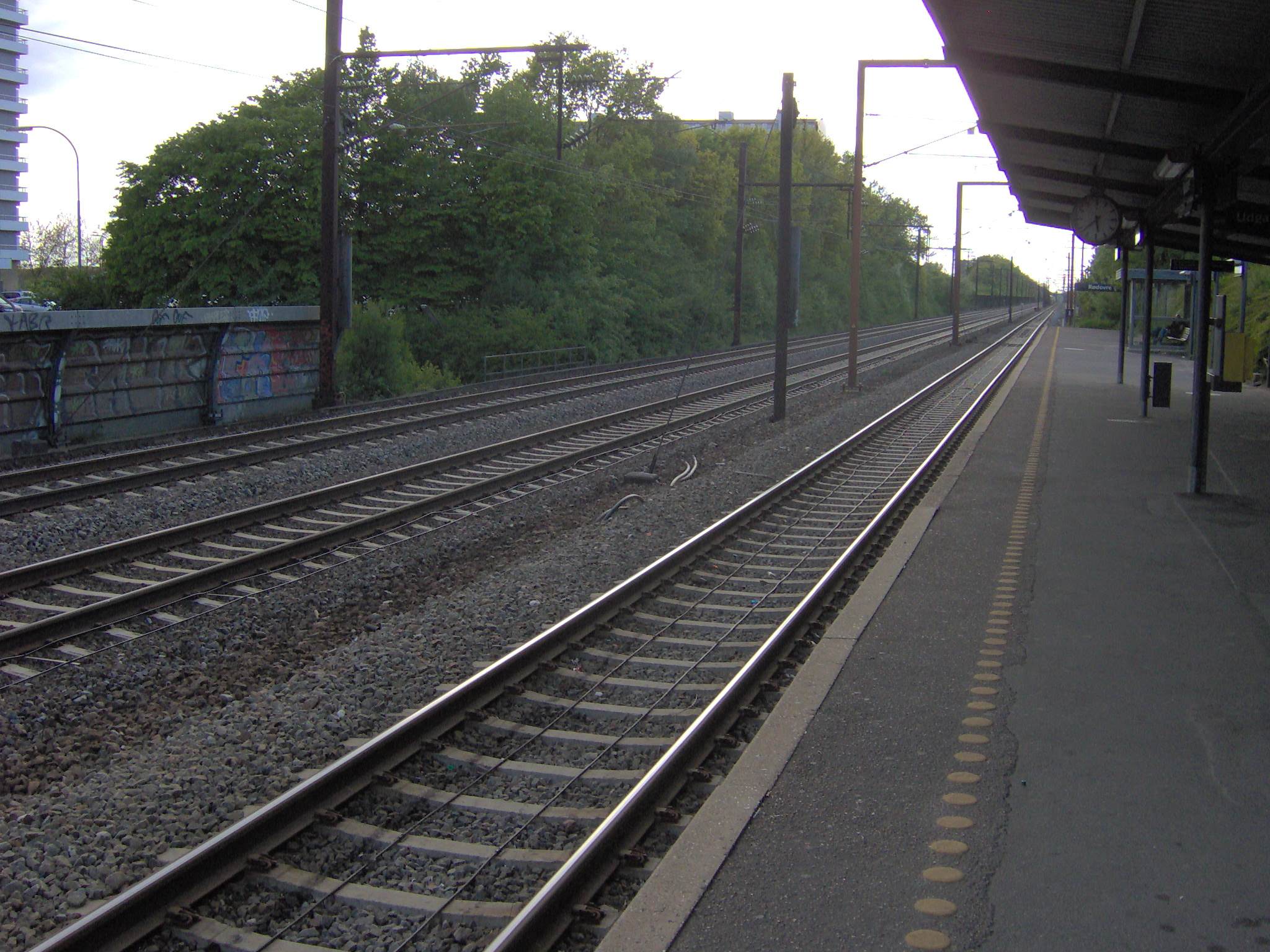
南侧站台及主线铁路轨道

## 相邻车站
| 上一站                          | 丹麦国家铁路      | 下一站                         |
| ------------------------------- | ----------------- | ------------------------------ |
| 维兹奥勒站 往：哥本哈根火车总站 | 霍耶-措斯楚普铁路 | 东布伦比站 往：霍耶-措斯楚普站 |

## 外部連結
- 丹麦国家铁路官网对本站的介绍 （页面存档备份，存于）（丹麦语）